# 不二硝子
不二硝子 (ふじがらす) は東京都墨田区にある会社。

## 会社概要
小熊信蔵が個人で硝子工場を創業したのが始まり。当初は小規模なガラスの加工を請け負っていたが、医療品保存にガラスが多用されていることに着目し、1921年にアンプル製造を開始した。その後様々な医療品向けガラス製品加工を手がけ現在では国内シェアの3割を占めている。学校向け理科実験用試験管・ビーカーも並行して生産しており、平成期に入ってからは化粧品・健康食品向けガラス容器の生産にも注力している。

## 沿革
- 1916年12月 個人経営の硝子工場を創業
- 1942年12月 不二硝子設立
- 1963年6月 店頭登録市場 (後のジャスダック)に株式公開
- 2024年
  - 1月 マネジメント・バイアウトの一環として、株式会社スカイが株式公開買付けにより議決権所有割合ベースで36.90%の株式を取得[2]
  - 3月19日 東京証券取引所スタンダード市場上場廃止[1]
  - 3月22日 株式併合により、株主が株式会社スカイと小熊信一のみとなる

## 工場
- 本社に併設

## 関連会社
- 常磐硝子 〒971-8137 福島県いわき市常磐松久須根町内田13